# Polnische Badmintonmeisterschaft 1969
Die Polnische Badmintonmeisterschaft 1969 fand vom 29. bis zum 30. November 1969 in Włocławek statt. Es war die 6. Austragung der Titelkämpfe. 

## Medaillengewinner
| Disziplin    | Gold                                                        | Silber                                                  | Bronze |
| ------------ | ----------------------------------------------------------- | ------------------------------------------------------- | --- |
| Herreneinzel | Andrzej Domagała (Wrocław)                                  | Krzysztof Englander (Wrocław)                           | Zbigniew Śmilgin (Szczecin) Marek Danowski (Warschau)                                                     |
| Dameneinzel  | Teresa Masłowska (Warschau)                                 | Wanda Wegner (Łódź)                                     | Maria Domańska (Kraków) Irena Karolczak (Wrocław)                                                         |
| Herrendoppel | Andrzej Domagała (Wrocław) Krzysztof Englander (Wrocław)    | Jan Makaruś (Szczecin) Zbigniew Śmilgin (Szczecin)      | Marek Danowski (Warschau) Rudolf Ogrodzki (Warschau) Marian Belka (Bydgoszcz) Sylwester Malak (Bydgoszcz) |
| Damendoppel  | nicht ausgetragen                                           | nicht ausgetragen                                       | nicht ausgetragen                                                                                         |
| Mixed        | Bogusław Żołądkowski (Warschau) Teresa Masłowska (Warschau) | Krzysztof Englander (Wrocław) Irena Karolczak (Wrocław) | Jan Makaruś (Szczecin) Jolanta Proch (Szczecin) Marian Belka (Bydgoszcz) Anna Wolska (Bydgoszcz)          |